# Immortal (wrestling)
La Immortal è stata una stable di wrestling attiva nella Total Nonstop Action Wrestling (TNA) tra il 2010 e il 2012. Originariamente era costituita dai due leader Eric Bischoff e Hulk Hogan, oltre che da Abyss, Jeff Hardy e Jeff Jarrett, ai quali si aggiunsero poi Bully Ray, Chris Harris, Gunner, Kurt Angle, Matt Hardy, Mr. Anderson, Murphy, Ric Flair, Rob Terry, Scott Steiner e Tommy Dreamer. L'arbitro Jackson James e la valletta Karen Jarrett erano affiliati del gruppo. Il nome della fazione derivava dal soprannome di Hogan, "The Immortal".

## Storia

### Formazione (2010)

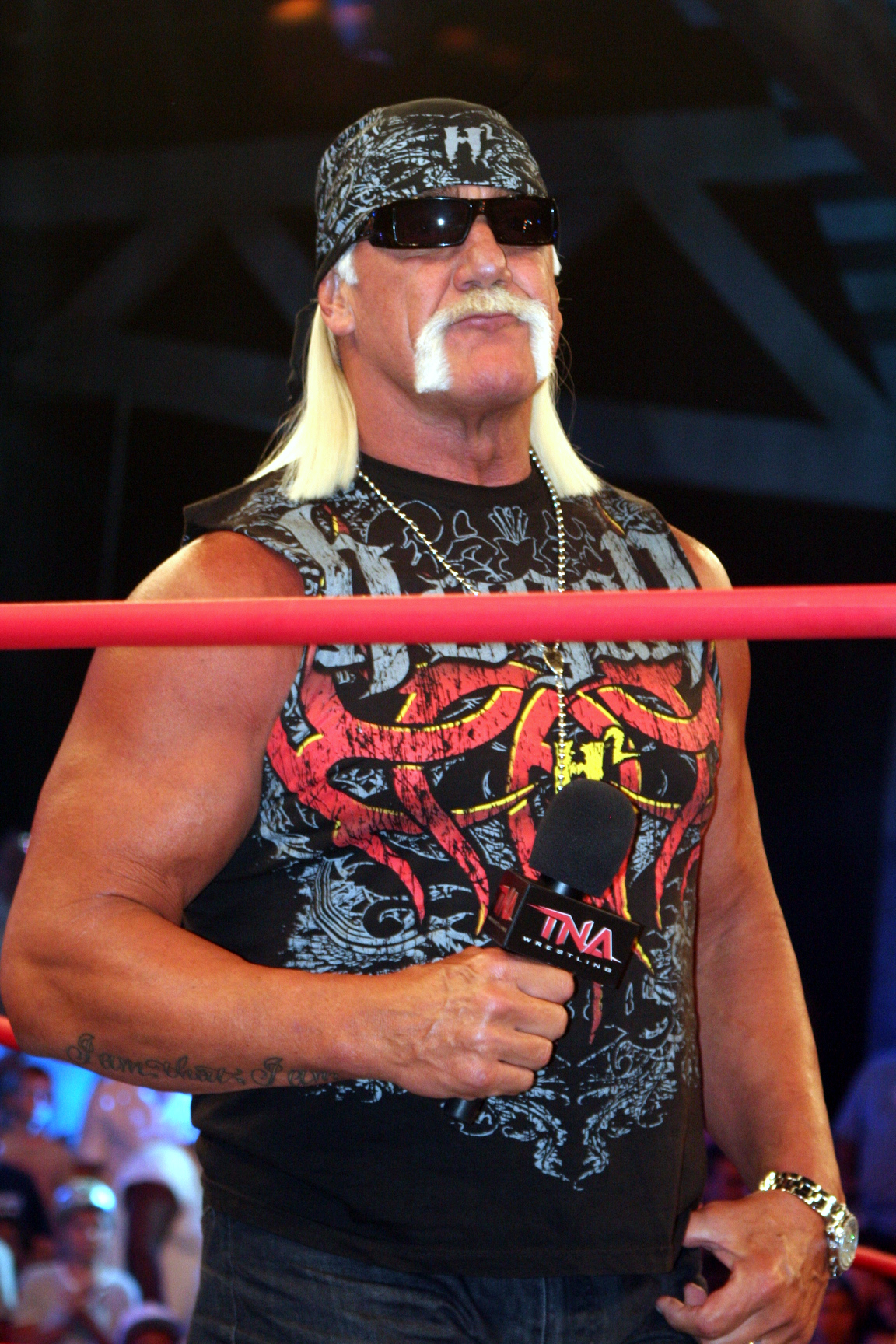
Hulk Hogan nel luglio 2010

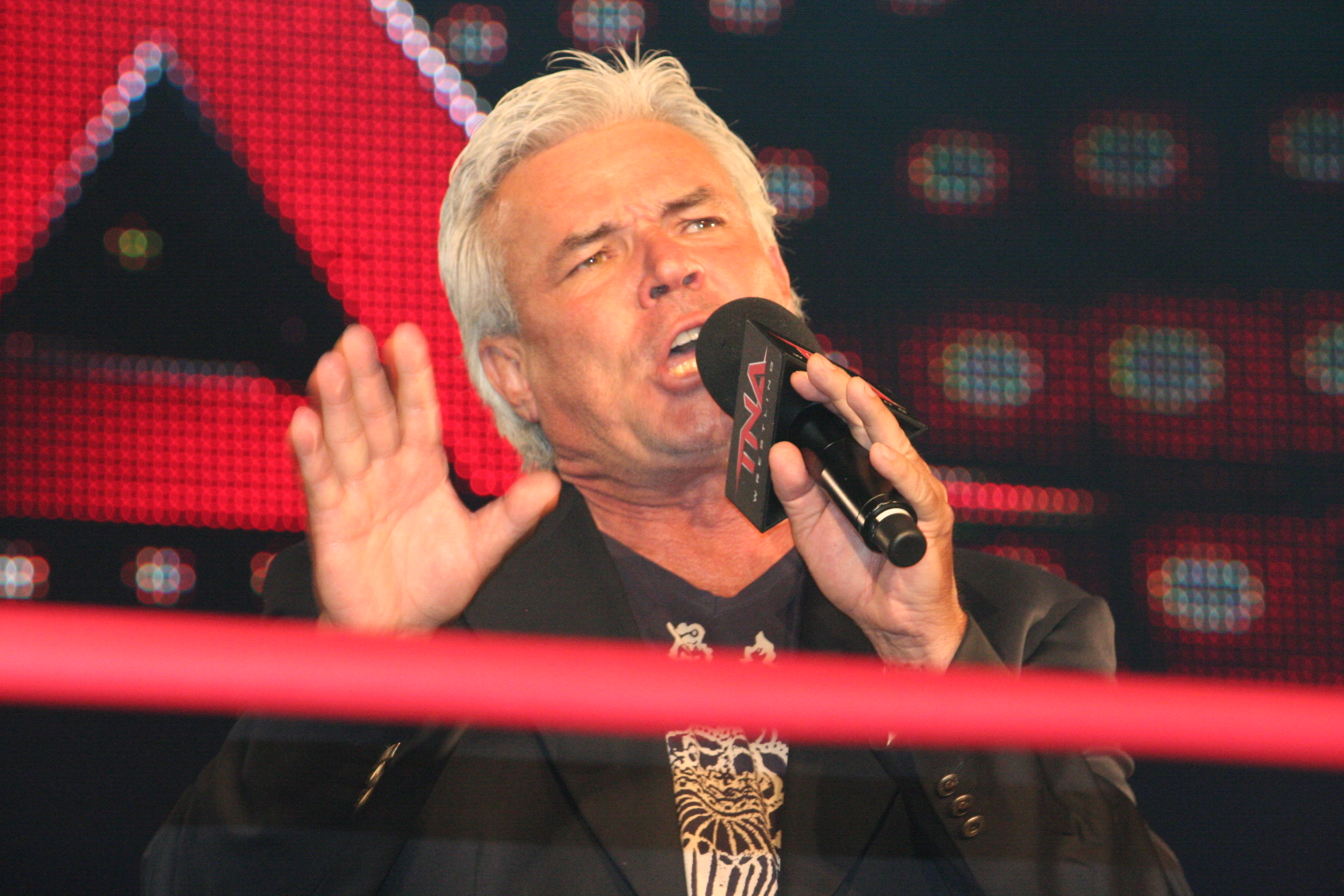
Eric Bischoff ad un evento TNA nel luglio 2010

Hulk Hogan ed Eric Bischoff debuttarono nella Total Nonstop Action Wrestling (TNA) il 4 gennaio 2010, nel corso di una puntata in diretta di Impact!, dove furono introdotti come i soci d'affari della presidente TNA Dixie Carter. In qualità di face, Hogan e Bischoff esercitarono un certo controllo sulla compagnia, con l'intento di favorirne il successo. A febbraio, Hogan cominciò una storyline secondo la quale egli aveva iniziato a "controllare" Abyss, consegnandogli il suo anello della Hall of Fame. Ric Flair aveva debuttato di recente nella compagnia e aveva iniziato a fare da mentore a A.J. Styles; le due coppie avrebbero iniziato una faida tra loro e, in seguito, Hogan, Abyss e gli altri babyface Jeff Hardy, Rob Van Dam e Mr. Anderson avrebbero litigato con la stable Fortune di Styles e Flair. Ciò continuò fino all'edizione del 17 giugno di Impact!, dove Abyss effettuò un turn heel, aggredendo Hardy e Anderson e confrontandosi con Hogan. In seguito Abyss avrebbe spiegato le sue azioni affermando di essere controllato da un'entità chiamata solo "They" e che "loro" sarebbero presto arrivati nella TNA.

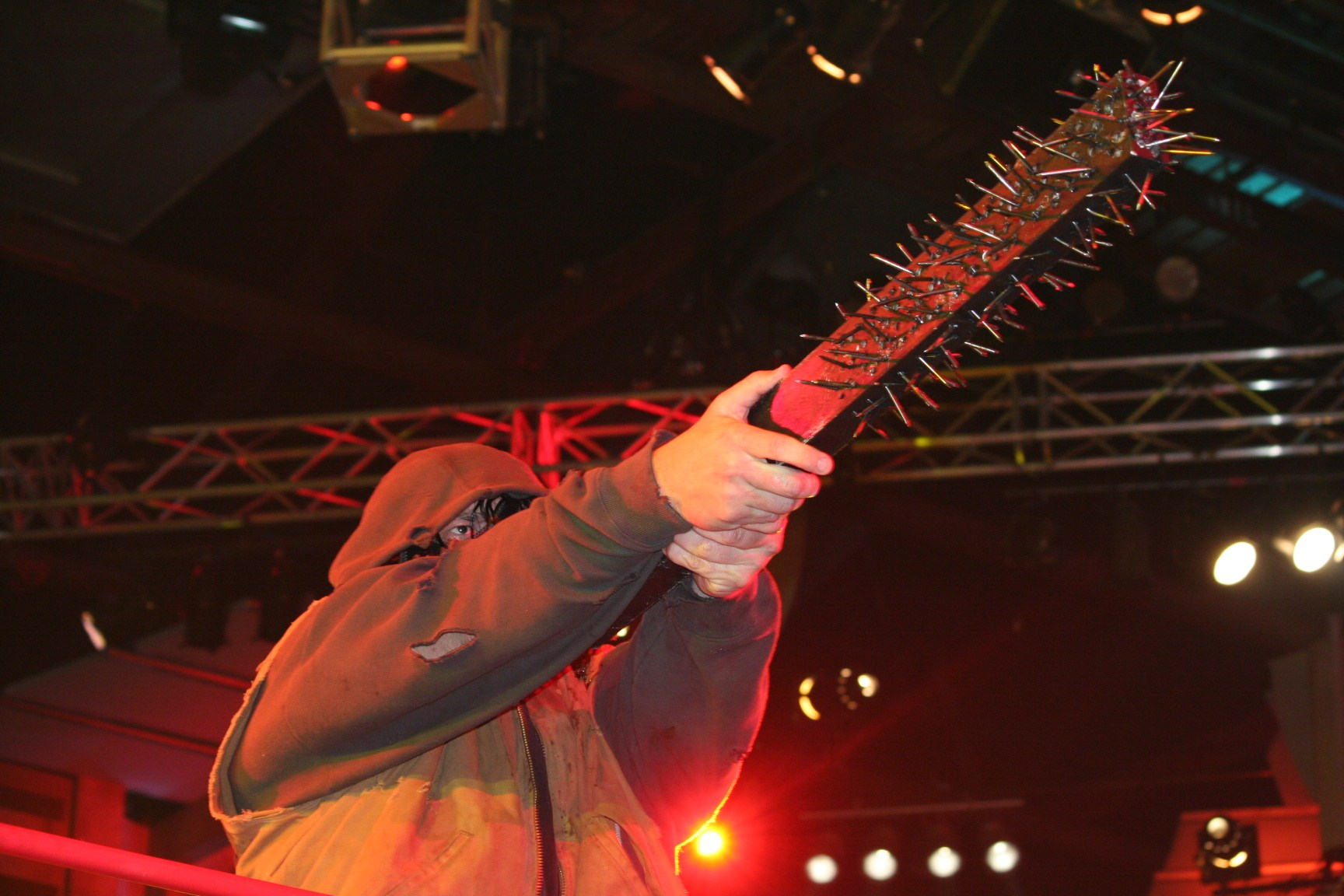
Abyss con "Janice"

Abyss iniziò a profetizzare l'arrivo di "loro" il 10.10.10 a Bound for Glory, e tentò di ottenere il TNA World Heavyweight Championship per "loro" attaccando brutalmente il campione Rob Van Dam con la sua nuova arma preferita, Janice (una mazza ricoperta di chiodi), mettendolo fuori gioco per oltre un mese. A seguito dell'infortunio, Bischoff privò Van Dam del TNA World Heavyweight Championship ed annunciò un torneo per determinare il nuovo campione.
Sin dall'arrivo di Hogan, Sting aveva sospettato che lui e Bischoff stessero escogitando qualcosa, ma lo accennò solo con vaghe accuse a Hogan. Per impedirlo, tentò di conquistare il TNA World Heavyweight Championship e si scontrò con Rob Van Dam e Jeff Jarrett, mentre veniva visto come un heel. Alla fine Kevin Nash, i cui partner nella fazione The Band erano stati recentemente estromessi dalla TNA, fu lentamente escluso da Hogan e Bischoff. Trascorse alcune settimane ad interrogare i due, così come Jarrett per averli sostenuti, ed ebbe un incontro con la segretaria di Bischoff, Miss Tessmacher, dove presumibilmente apprese alcuni dettagli sui loro piani segreti. Nash si alleò con Sting il 5 agosto a Impact!. Nash e Sting ebbero un feud con Hogan, Bischoff e Jarrett, accusandoli di essere poco "trasparenti". Dopo aver appreso i piani di Hogan e Bischoff nel corso di un incontro con la signorina Tessmacher, D'Angelo Dinero si unì anche lui a Sting e Nash, mentre invece Samoa Joe fu reclutato da Jarrett. Sting, Nash e Dinero sfidarono Hogan, Jarrett e Joe in un tag team match a Bound for Glory, ma con Hogan fuori causa per i postumi di un intervento chirurgico alla schiena, Bischoff rese l'incontro un handicap match tre contro due. A Bound for Glory, Jarrett effettuò un turn heel abbandonando Joe durante il match contro Sting, Nash e Dinero. Il main event di Bound for Glory fu un three-way match tra Jeff Hardy, Mr. Anderson e Kurt Angle con in palio il TNA World Heavyweight Championship. Verso la fine del match, Bischoff salì sul ring con una sedia e tentò di interferire nell'incontro, ma fu fermato dall'apparizione a sorpresa di Hogan. Hogan e Bischoff sembrarono avere una discussione, ma questo si rivelò essere uno stratagemma poiché aiutarono Hardy a vincere il match, e tutti e tre diventarono degli heel passando dalla parte dei "cattivi". Dopo il match, fu rivelato che Abyss, Hogan, Bischoff, Jarrett e Hardy erano i "They" annunciati, dimostrando che Sting aveva avuto ragione su Hogan e Bischoff per tutto il tempo.

### Dominio (2010–2011)

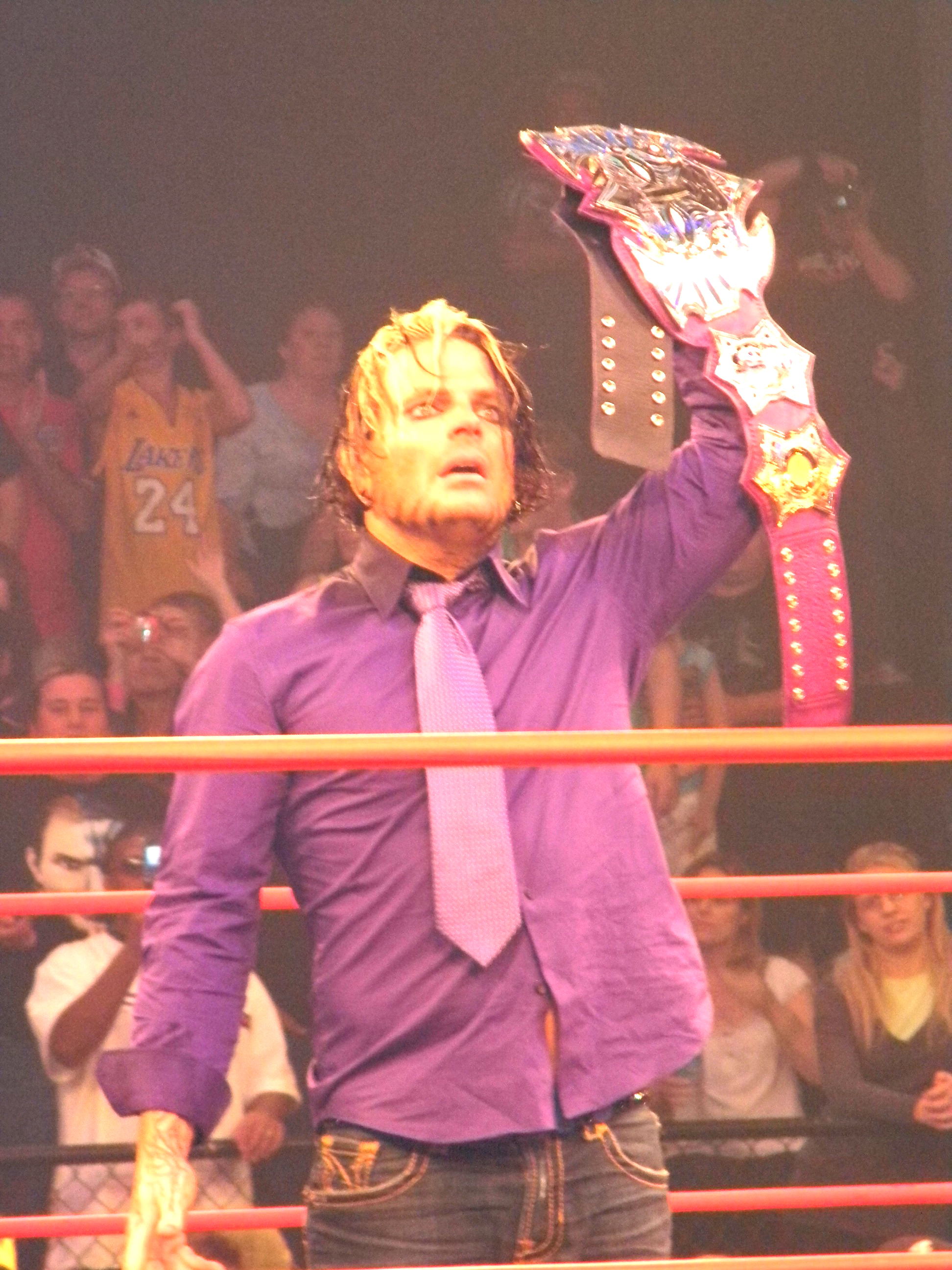
Jeff Hardy con il TNA Immortal Championship

Il 14 ottobre a Impact!, il gruppo adottò il nome "Immortal" dopo un promo da parte del nuovo TNA World Heavyweight Champion Jeff Hardy, nel quale egli aveva dichiarato: «We are Immortal, and we live forever» ("Noi siamo immortali, e viviamo per sempre"). Hogan ricominciò ad utilizzare il soprannome "Hollywood" da lui usato come membro del nWo. Bischoff rivelò che tutto quanto era un elaborato piano per prendere il controllo della federazione. Aggiunse di avere convinto con l'inganno Dixie Carter a cedere loro la compagnia una settimana prima quando lei pensava invece di stare firmando il licenziamento di Abyss. Quella stessa sera, gli Immortal formarono un'alleanza con la fazione Fortune di Ric Flair. A Turning Point, l'alleanza Immortal-Fortune riportò alcune nette vittorie quando i Fortune sconfissero gli EV 2.0 in un ten-man tag team match, Abyss sconfisse D'Angelo Dinero in un Lumberjack match, Jeff Jarrett sconfisse Samoa Joe, e Jeff Hardy difese con successo la cintura TNA World Heavyweight Championship in un match contro Matt Morgan. Nella puntata successiva di Impact!, Hogan presentò Hardy con una nuova cintura TNA World Heavyweight Championship, con aggiunta la dicitura TNA Immortal Championship.
Dixie Carter tornò il 25 novembre a Reaction, informando Hogan e Bischoff che un giudice aveva emesso un'ingiunzione nei loro confronti, sospendendo Hogan dalla TNA a tempo indefinito. Due settimane dopo, Bischoff dichiarò che l'alleanza tra Immortal e Fortune aveva bisogno di tutti i titoli presenti nella federazione da usare come pressione contro Carter. Il 23 dicembre a Impact!, Ric Flair assunse Rob Terry come suo bodyguard al posto di Morgan.
A Genesis, il membro dei Fortune Kazarian sconfisse Jay Lethal conquistando il TNA X Division Championship, mentre James Storm e Robert Roode sconfissero The Motor City Machine Guns vincendo il TNA World Tag Team Championship. Inoltre Abyss vinse il TNA Television Championship battendo Douglas Williams, il che significava che l'alleanza tra Immortal e Fortune deteneva tutti i titoli maschili della TNA. Al medesimo evento, Matt Hardy debuttò in TNA come avversario a sorpresa di Rob Van Dam, come membro degli Immortal, e lo sconfisse. Nell'evento principale dello show, Mr. Anderson sconfisse Morgan e divenne il contendente numero uno al TNA World Heavyweight Championship. Subito dopo il match, Bischoff, cercando di sfruttare la stanchezza di Anderson, annunciò che il match per il titolo si sarebbe svolto immediatamente; Anderson sconfisse Hardy e divenne il nuovo TNA World Heavyweight Champion dopo l'interferenza di Morgan, Mick Foley, Matt Hardy, Van Dam e Bischoff.

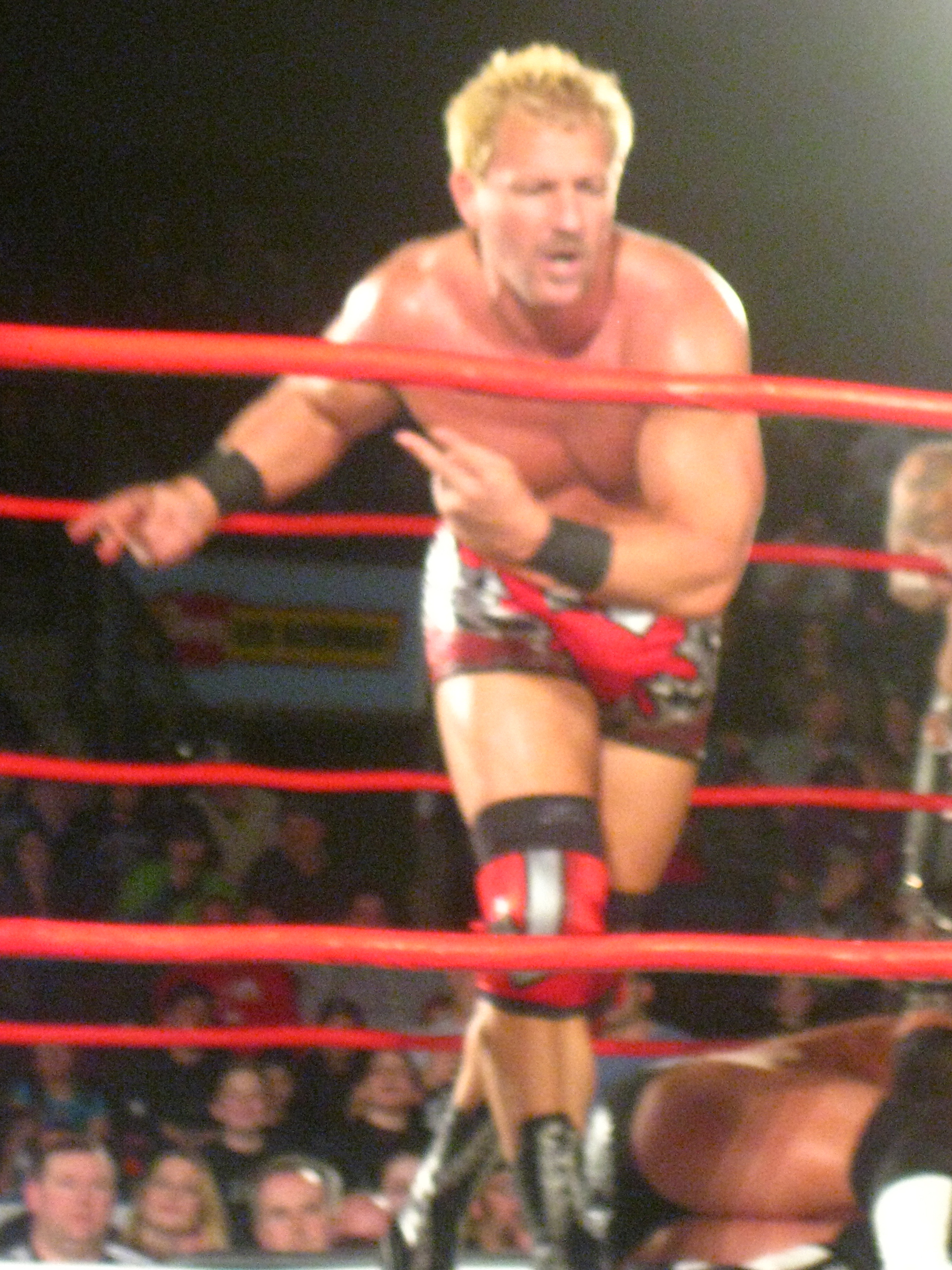
L'ex AAA Mega Champion Jeff Jarrett

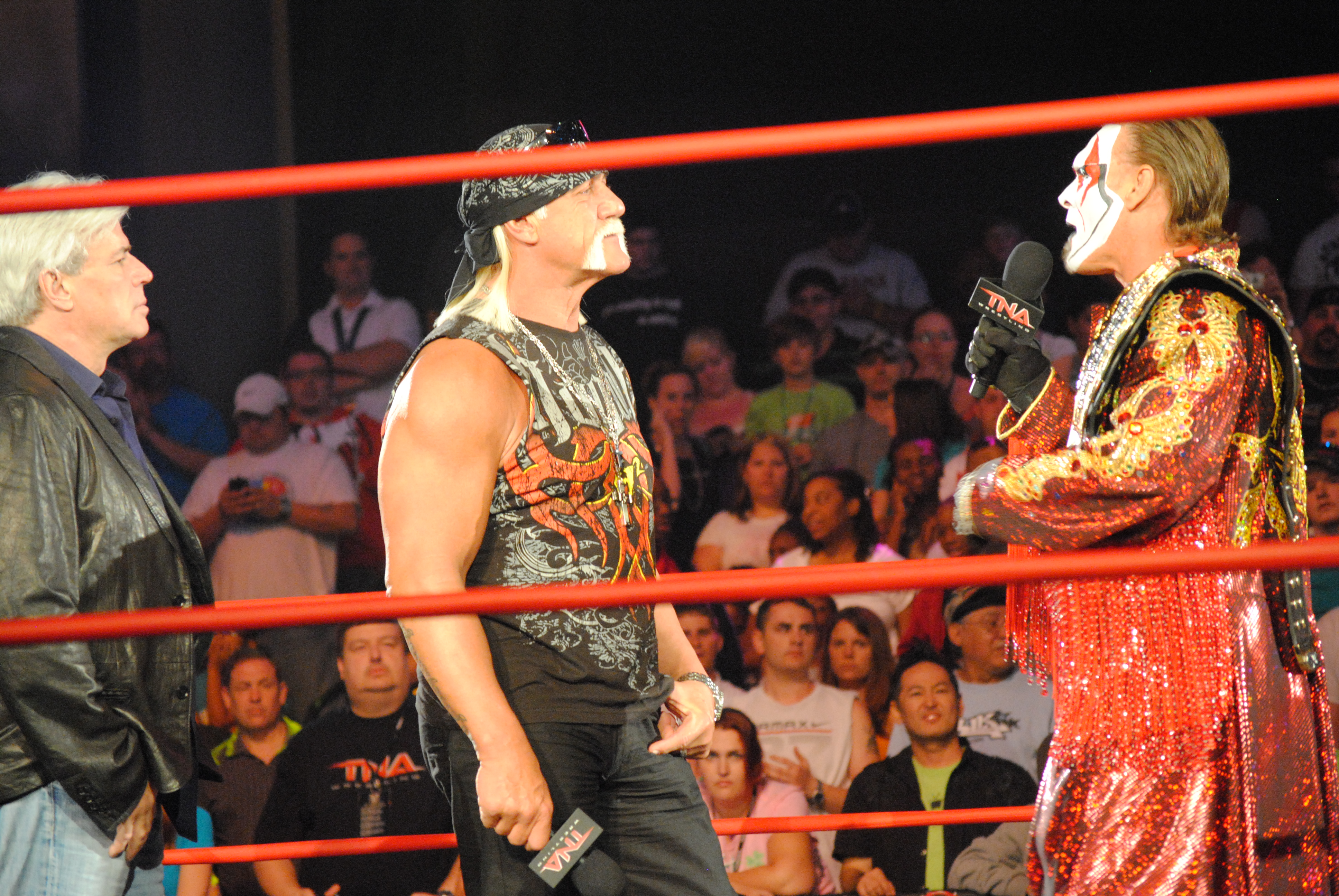
Bischoff e Hogan si confrontano con Sting, 14 marzo 2011

Il 3 febbraio 2011 a Impact!, i Fortune (tranne Flair, che non era presente allo show) si ribellarono agli Immortal spiegando che non volevano che Bischoff distruggesse la TNA come aveva fatto con la World Championship Wrestling (WCW). Al PPV Against All Odds, Jeff Hardy sconfisse Mr. Anderson in un Ladder match riconquistando il TNA World Heavyweight Championship dopo un'interferenza da parte di Hernandez. Flair tornò il 17 febbraio a Impact!, tradendo i Fortune ed alleandosi con gli Immortal. Il 3 marzo a Impact!, Hogan tornò nella TNA e riconquistò il controllo della compagnia, avendo vinto la causa contro Dixie Carter. Più tardi nello show, Jeff Hardy perse il TNA World Heavyweight Championship in favore di un rientrante Sting (ora diventato un face). Hardy ebbe un rematch per il titolo a Victory Road, ma venne sconfitto in novanta secondi. La TNA aveva preso la decisione di interrompere l'incontro dopo aver ritenuto che Hardy non fosse in condizioni di lottare. Infatti, si esibì sotto effetto di alcol e marijuana, costringendo Sting a chiudere immediatamente l'incontro su ordine della dirigenza. Nella successiva puntata di Impact!, il resto degli Immortal apparentemente recise i legami con Jeff Hardy, che non fece alcuna apparizione nello show. Il suo posto nella stable fu preso da Bully Ray. Più avanti nello show, la guardia di sicurezza degli Immortal, Gunner, vinse il TNA Television Championship, che era stato reso vacante dopo che Abyss era stato messo fuori gioco a causa di un infortunio (nella storyline).
A Lockdown, la fazione Immortal, rappresentata da Flair, Abyss, Bully Ray e Matt Hardy, fu sconfitta dai membri dei Fortune Kazarian, Storm, Roode e Christopher Daniels (che aveva sostituito Styles infortunato da Bully Ray) in un Lethal Lockdown match.
Il 5 maggio a Impact!, Tommy Dreamer fu costretto ad unirsi agli Immortal come socio di Bully Ray dopo che il suo lavoro in TNA era stato messo a repentaglio. Nel frattempo, Murphy fu licenziato e Terry fu cacciato dal gruppo da Hogan dopo che Bischoff li aveva costretti a lottare l'uno contro l'altro in un "Loser Leaves Immortal" match, vinto da Terry.
Il 12 maggio a Impact! Matt Hardy svelò il ritorno di Chris Harris come suo partner di tag team per sfidare Roode e l'ex partner di coppia di Harris, Storm, per il TNA World Tag Team Championship. Più avanti nello show, Foley si rivelò essere il misterioso disturbatore degli Immortal degli scorsi mesi, e in qualità di "dirigente del network" tolse a Hogan ogni autorità sulla TNA. Tuttavia, questa storyline fu bruscamente interrotta tre settimane dopo quando Foley lasciò improvvisamente la compagnia. Sia Harris sia Dreamer lasciarono la TNA, e furono estromessi dalla fazione. In aggiunta, Bischoff dichiarò guerra alla X Division, e nell'ambito di ciò, Abyss sconfisse Kazarian nell'edizione del 19 maggio di Impact Wrestling conquistando il TNA X Division Championship. La settimana seguente, Gunner perse il TNA Television Championship in favore di Eric Young.
All'inizio di maggio, insieme al compagno di squadra negli Immortal Abyss, Jeff Jarrett iniziò a fare apparizioni per la compagnia messicana AAA nell'ambito di un programma di scambio di talenti tra le due federazioni. Dopo aver perso la sua lunga faida con Kurt Angle, Bischoff costrinse Jarrett a rispettare le stipulazioni del match e lo esiliò in Messico, dove egli vinse l'AAA Mega Championship a Triplemanía XIX. Il 12 giugno a Slammiversary IX, Eric Bischoff fece perdere a Sting il TNA World Heavyweight Championship nel suo match contro Mr. Anderson. Il 30 giugno a Impact Wrestling, Scott Steiner si unì agli Immortal. La settimana successiva, gli Immortal chiesero ad Anderson di scegliere se schierarsi con loro o contro di loro. Nell'evento principale della serata, Anderson si rivoltò contro Kurt Angle e si unì agli Immortal. Il 10 luglio a Destination X, Abyss perse la cintura X Division Championship contro Brian Kendrick, quando il resto della Divisione X si difese dagli Immortal dopo la loro interferenza. Il giorno seguente, durante le registrazioni dell'edizione del 14 luglio di Impact Wrestling, Anderson perse il TNA World Heavyweight Championship contro Sting. Nel corso della serata, i membri degli Immortal furono attaccati dai clown scagnozzi di Sting, poi rivelatisi essere i Fortune e Kurt Angle, che impedirono loro di interferire nel match. Il 28 luglio a Impact Wrestling, Bully Ray e Mr. Anderson cominciarono ad avere problemi l'uno contro l'altro, dopo che Ray costò ad Anderson uno steel cage match con Kurt Angle. Il 7 agosto a Hardcore Justice, Hulk Hogan introdusse una sedia d'acciaio sul ring nel match per il titolo mondiale tra il campione Sting e lo sfidante Kurt Angle. Angle disarmò Hogan, ma poi usò la sedia su Sting per vincere il TNA World Heavyweight Championship. Dopo il match, Angle sfidò l'atterrito Hogan a venire a prendergli la cintura, lasciando intendere che questo non era ciò che aveva previsto come esito del match. La settimana successiva, Angle affermò che le sue azioni a Hardcore Justice erano dovute al fatto di aver ricevuto informazioni riservate secondo cui Dixie Carter era a conoscenza della relazione tra Jeff Jarrett e la sua ex moglie Karen. Egli concluse giurando di distruggere i giovani talenti della TNA e di non permettere mai a Dixie di riprendere il controllo della sua compagnia.

### Declino e dissoluzione (2011–2012)

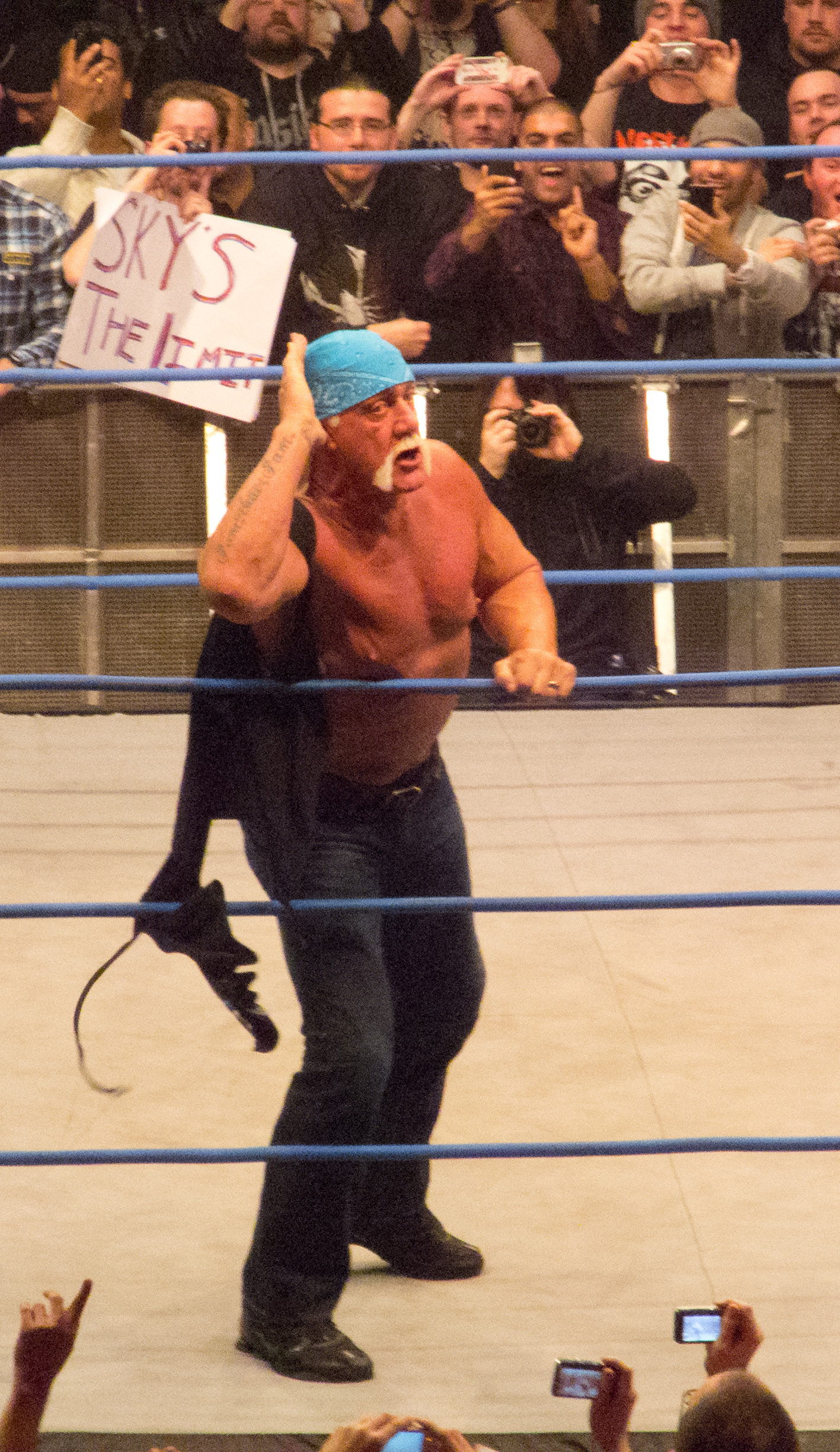
Hulk Hogan nel 2012

Nella successiva puntata di Impact Wrestling, il resto degli Immortal si rivoltò contro Anderson e lo cacciò dal gruppo. Il 20 agosto 2011, Matt Hardy, che era già stato sospeso dalla TNA, fu licenziato dalla promozione a causa del suo arresto per guida in stato di ebrezza e sotto l'effetto di sostanze stupefacenti, recidendo così la sua connessione con gli Immortal. Il 6 ottobre a Impact Wrestling, Sting rivelò tramite filmati nascosti che Hogan stava fingendo il ritiro fin dall'inizio, e che era stato ripreso mentre prendeva apertamente in giro i fan a Knoxville, Tennessee. In un impeto di rabbia, Hogan accettò la sfida di Sting per un incontro al PPV Bound for Glory e aggiunse che se Sting avesse vinto, avrebbe ceduto il controllo della TNA a Dixie Carter. Dopo settimane di dissenso, Abyss si rivoltò contro gli Immortal nell'edizione del 13 ottobre di Impact Wrestling, e in seguito fu sconfitto dai suoi ex compagni di scuderia. Il 16 ottobre a Bound for Glory, Sting sconfisse Hogan, ridando il controllo della TNA a Carter. Dopo il match, Hogan effettuò un turn face salvando Sting dall'aggressione di gruppo ai suoi danni da parte del resto della fazione Immortal. Nel main event della serata, Kurt Angle sconfisse Bobby Roode mantenendo il TNA World Heavyweight Championship. Nella successiva puntata di Impact Wrestling, Angle perse il titolo contro James Storm in un incontro sancito da una nuova figura autorevole, Sting. Il 15 dicembre a Impact Wrestling, Sting licenziò sia Jeff sia Karen Jarrett, nella storyline, come da stipulazione di un incontro svoltosi a Final Resolution, dove Hardy aveva sconfitto Jarrett in un incontro nella gabbia d'acciaio, che si era svolto dopo che Storm aveva sconfitto Angle in un altro match. L'8 gennaio 2012, a Genesis, Bully Ray fu sconfitto da Abyss in un "Monster's Ball" match; e come da stipulazione dello stesso, Abyss non fu costretto a tornare negli Immortal, mentre in precedenza Gunner aveva sconfitto Rob Van Dam e Angle aveva sconfitto Storm in una rivincita. All'evento Against All Odds, con Eric Bischoff nel suo angolo, Gunner sconfisse Garett Bischoff (che aveva Hulk Hogan nel suo angolo), mentre nel main event Bully Ray non riuscì a vincere il TNA World Heavyweight Championship in un four-way match che includeva anche Storm, Hardy e il campione in carica Roode. A Victory Road, Storm sconfisse Ray, mentre Kurt Angle sconfisse Jeff Hardy. Nel marzo 2012, Scott Steiner venne licenziato dalla TNA, e conseguentemente rimosso dagli Immortal. Il 15 aprile a Lockdown, Eric Bischoff fu "costretto" a lasciare la TNA, dopo che la sua squadra di cinque uomini era stata sconfitta da una squadra guidata da Garett Bischoff nell'annuale incontro "Lethal Lockdown" mentre Angle venne sconfitto da Hardy in uno Steel Cage match, sciogliendo di fatto la stable Immortal. Gli ultimi resti degli Immortal presero strade diverse, con Ric Flair che continuò a gestire Gunner dopo lo scioglimento del gruppo fino al suo rilascio dalla TNA a maggio.

## Membri
| Nome     | Membri |
| -------- | --- |
| Immortal | Hulk Hogan (co-leader), Eric Bischoff (co-leader), Abyss, Jeff Hardy, Jeff Jarrett, Gunner, Murphy, Jackson James (arbitro), Rob Terry, Matt Hardy, Karen Jarrett, Ric Flair, Bully Ray, Tommy Dreamer, Chris Harris, Scott Steiner, Mr. Anderson, Kurt Angle, Karen Jarrett (valletta) |

## Titoli e riconoscimenti
- AAA
  - AAA Mega Championship (1) – Jeff Jarrett
- Total Nonstop Action Wrestling
  - TNA Television Championship (2) – Gunner (1) e Abyss (1)
  - TNA World Heavyweight Championship (5) – Jeff Hardy (2), Mr. Anderson (1), Kurt Angle (1) e Bobby Roode (1)
  - TNA World Tag Team Championship (1) – Beer Money Inc. (Bobby Roode & James Storm) (1)[70]
  - TNA X Division Championship (1) – Abyss
  - TNA Knockouts Tag Team Championship (1) – Mexican America (Rosita & Sarita)[71]